# Суичмез, Мухаммед
Муха́ммед Суичме́з (тур. Muhammed Suiçmez) — немецкий композитор, музыкант-виртуоз турецкого происхождения. Является основателем, ведущим гитаристом, вокалистом, композитором, идейным вдохновителем и автором всех текстов песен метал-группы "Necrophagist", исполняющей музыку в стиле прогрессивного дэт-металла с элементами неоклассики.

## Биография

### Ранние годы и начало творчества
Мухаммед Суичмез родился в южнонемецком городе Карлсруэ в семье иммигрантов из Турции. Примерно в возрасте 10 лет он начал проявлять интерес к музыке, слушая дэт-метал. Уже в возрасте 14 лет (в 1989 году), Суичмез занялся написанием текстов песен в стилистике дэт-метала, которые в будущем были использованы для дебютного альбома группы "Necrophagist" - "Onset of Putrefaction". Источником вдохновения для него в тот период служила группа Carcass, поэтому тексты получились экстремальными и кровавыми. В 15 лет Суичмез уже начал играть на гитаре. Первую гитару Суичмезу купил его старший брат, однако его отец вскоре её уничтожил, так как родители запрещали сыну играть на гитаре.

### 1992—2001
В 1992 году Мухаммед Суичмез вместе с двумя приглашёнными музыкантами (Иоганном Биттманном и Рафаэлем Кемперманном) сформировал группу "Necrophagist", которая выпустила первую демозапись (Requiems of Festered Gore), состоящую из пяти треков. После пробной записи, Суичмез продолжил писать музыку и в 1993 году (когда ему было 18 лет) все песни для будущего полноформатного альбома "Onset of Putrefaction" уже были готовы к записи. Когда ему было 20 лет, была выпущена вторая демозапись группы под одноимённым названием "Necrophagist", состоящую из четырёх треков. В то время состав группы постоянно менялся и это препятствовало творческому прогрессу, поэтому Мухаммед отказался от услуг музыкантов и самостоятельно приступил к записи альбома, где исполнил все вокальные партии, записал практически все соло-партии и риффы, а также спродюсировал с помощью компьютера все барабанные партии. Помимо этого, Иоганн Биттманн записал несколько басовых партий, а Бьорн Фольмер (гостевой музыкант) исполнил часть соло-партий в композиции "Extreme Unction". Суичмез самостоятельно выпустил и распространил свою запись, а год спустя, "Onset of Putrefaction" вышел на лейбле "Noise Solution Records". После выпуска альбома, Мухаммед Суичмез подписал контракт с лейблом "Willowtip Records", специализирующемся на различных направлениях в метал-музыке. Willowtip выпустил "Onset of..." уже под своим именем, а Джейсон Типтон (основатель лейбла) сказал, что переиздание альбома стало великим моментом в истории его бренда, так как старая запись не была доступна в США и в любом другом месте, пока "Willowtip" не выпустили его.

### 2002—2005
В период между 2002-м и 2003-м годами к Мухаммеду присоединился гитарист Кристиан Мюнцнер, а затем басист Штефан Фиммерс и барабанщик Ганс Гроссманн. Утвердившись с новым составом, полноценная группа подписывает контракт с новым лейблом звукозаписи "Relapse Records" и записывает второй альбом под названием "Epitaph", который выходит 3 августа 2004 года. Мухаммед Суичмез вновь становится автором всех текстов песен, а также практически всех мелодий, за исключением песни "Symbiotic in Theory", музыка к которой была написана совместно с Кристианом Мюнцнером. В 2004 году Суичмез перезаписывает "Onset of Putrefaction", также используя новые барабанные сэмплы, записанные с помощью Ганса Гроссманна. Результатом записи стало заметно более чистое и качественное звучание. Этот альбом выходит и на "Willowtip", и на "Relapse".

### c 2006
Начиная с 2006 года состав 'Necrophagist' постепенно менялся, на место Кристиана Мюнцнера, перешедшего в Spawn of Possession, пришел гитарист Сами Раатикайнен, а в 2008 году группа (в которой из старого состава остались только Суичмез и Фиммерс) начинает работу над новым альбомом, который до сих пор ещё не записан. В 2009 году Мухаммед сочиняет новую песню "Dawn and Demise", которую исполняет вместе с группой только на концертах.

## Стиль игры на гитаре
Стиль игры Мухаммеда Суичмеза связан с прогрессивной  и неоклассической музыкой, отдаленно напоминая манеру игры шведского гитариста, одного из основателей неоклассического метала, Ингви Мальмстина. Суичмез широко использует гармонический минор и такие приемы, как легато, тэппинг и свип. На его соло-партии также повлияли представители классической музыки, такие, как Сергей Прокофьев и Людвиг ван Бетховен. Например, заключительное соло композиции "Only Ash Remains" — это вариация на тему "Танец Рыцарей" из балета Сергея Прокофьева "Ромео и Джульетта", а некоторые моменты в песне "The Stillborn One" позаимствованы из фортепианной пьесы Бетховена "К Элизе". Используя различные нестандартные для традиционного дэт-метала гармонии, Мухаммед исполняет очень эмоциональные и мелодичные соло-партии, например в композиции "Fermented Offal Discharge" соло своей виртуозностью имитирует звучание скрипки музыканта Паганини.

## Музыкальное оборудование
Мухаммед Суичмез имеет 3 гитары типа "Ibanez Xiphos", одна из которых - семиструнная. Первая декорирована вставками из акульего зуба, а вторая украшена надписью "Necrophagist" поперек грифа. У Суичмеза также имелась семиструнная "Ibanez" с 27-ю ладами, как видно на фотографии на своей официальной страничке группы на "MySpace", но была испорчена. Сейчас Мухаммед имеет новую гитару, которая аналогична предыдущей, однако не украшена надписью и имеет реверсную голову. Начиная с  2011 года, Суичмез начал использовать новую гитару типа "Ibanez Falchion". Прежде чем он использовал гитары бренда "Ibanez", он играл на гитаре "Vigier Marilyn", потом перешёл на "BC Rich Stealth Model", как фронтмен группы "Death" Чак Шульдинер. Правда, модель Мухаммеда отличалась тем, что на ней стоял Floyd Rose.

## Дискография
| №  | Год  | Группа       | Название релиза           | Тип релиза / Комментарий                           |
| -- | ---- | ------------ | ------------------------- | -------------------------------------------------- |
| 1. | 1992 | Necrophagist | Requiems of Festered Gore | Демозапись                                         |
| 2. | 1995 | Necrophagist | Necrophagist              | Демозапись                                         |
| 3. | 1999 | Necrophagist | Onset of Putrefaction     | Студийный альбом                                   |
| 4. | 2004 | Necrophagist | Onset of Putrefaction     | Студийный альбом (Перезаписанный студийный альбом) |
| 5. | 2004 | Necrophagist | Epitaph                   | Студийный альбом                                   |